# Andreas Lava Olsen
Pour les articles homonymes, voir Olsen.
Andreas Lava Olsen, né le 9 octobre 1987 à Leirvík, est un footballeur international féroïen. Il évolue actuellement au poste d'attaquant dans le club du Víkingur Gøta.

## Statistiques

### Buts en sélection
| # | Date             | Lieu            | Adversaire | Score | Résultat | Compétition                       |
| - | ---------------- | --------------- | ---------- | ----- | -------- | --------------------------------- |
| 1 | 5 septembre 2009 | UPC-Arena, Graz | Autriche   | 1-3   | 1-3      | Éliminatoires Coupe du monde 2010 |